# Morella pilulifera
Morella pilulifera är en porsväxtart som först beskrevs av Alfred Barton Rendle, och fick sitt nu gällande namn av D.J.B. Killick. Morella pilulifera ingår i släktet Morella och familjen porsväxter. Inga underarter finns listade i Catalogue of Life.